# Архиепархия Анцирананы
Архиепархия Анцирананы (лат. Archidioecesis Antsirananensis) — архиепархия Римско-Католической церкви с центром в городе Анциранана, Мадагаскар. В митрополию Анцирананы входят епархии Амбандзы, Махадзанги, Порт-Берге.

## История
16 января 1896 года Святой Престол учредил апостольский викариат Северного Мадагаскара, выделив его из апостольского викариата Мадагаскара (сегодня — Архиепархия Антананариву).
20 мая 1913 года апостольский викариат Северного Мадагаскара был переименован в апостольский викариат Диего-Суареса.
15 марта 1923 года апостольский викариат Диего-суареса передал часть своей территории для возведения нового апостольского викариата Мадзунги (сегодня — Епархия Махадзанги).
14 сентября 1955 года Римский папа Пий XII выпустил буллу Dum tantis, которой преобразовал апостольский викариат Диего-Суареса в епархию. В этот же день епархия Диего-Суареса вошла в митрополию Тананариве.
11 декабря 1958 года Римский папа Иоанн XXIII выпустил буллу Qui benignissima, которой возвёл епархию Диего-Суареса в ранг архиепархии.
21 мая 1959 года архиепархия Диего-Суареса передала часть своей территории для возведения новой епархии Амбатундразаки.
28 октября 1989 года архиепархия Диего-Суареса была переименована в архиепархию Анцирананы.
30 октября 2000 года архиепархия Анцирананы передала часть своей территории для возведения новой епархии Фенуариву-Ацинананы.

## Ординарии архиепархии
- епископ Франсуа-Ксавье Корбе (5 июля 1898 — 25 июля 1914);
- епископ Огюст Жюльен Пьер Фортино (25 июля 1914 — апрель 1946);
- архиепископ Жан Вольф (13 февраля 1947 — 13 апреля 1967);
- архиепископ Альбер Жозеф Циахуана (13 апреля 1967 — 14 ноября 1998);
- архиепископ Мишель Мало (28 ноября 1998 — 27 ноября 2013);
- архиепископ Бенджамин Марк Рамарусун C. M. (27 ноября 2013 — настоящее время).

## Статистика
На конец 2012 года из 1 431 000 человек, проживающих на территории епархии, католиками являлись 590 796 человек, что соответствует 41,3% от общего числа населения епархии.
| год  | население | население | население | священники | священники        | священники         | священники                           | постоянные диаконы | монахи  | монахи  | приходы |
| год  | католики  | всего     | %         | всего      | белое духовенство | черное духовенство | число католиков на одного священника | постоянные диаконы | мужчины | женщины | приходы |
| ---- | --------- | --------- | --------- | ---------- | ----------------- | ------------------ | ------------------------------------ | ------------------ | ------- | ------- | ------- |
| 1949 | 36 948    | 541 334   | 6,8       | 48         | 7                 | 41                 | 769                                  |                    | 41      | 64      |         |
| 1970 | 76 898    | 813 227   | 9,5       | 42         | 1                 | 41                 | 1 830                                |                    | 64      | 87      | 3       |
| 1980 | 104 232   | 1 110 000 | 9,4       | 50         | 21                | 29                 | 2 084                                |                    | 49      | 94      | 20      |
| 1990 | 194 355   | 1 665 000 | 11,7      | 48         | 23                | 25                 | 4 049                                |                    | 68      | 111     | 21      |
| 1999 | 340 776   | 2 468 466 | 13,8      | 59         | 44                | 15                 | 5 775                                |                    | 52      | 148     | 22      |
| 2000 | 231 000   | 1 780 040 | 13,0      | 63         | 33                | 30                 | 3 666                                |                    | 65      | 144     | 16      |
| 2001 | 231 000   | 1 780 040 | 13,0      | 64         | 50                | 14                 | 3 609                                |                    | 42      | 185     | 16      |
| 2002 | 310 133   | 1 566 162 | 19,8      | 39         | 29                | 10                 | 7 952                                |                    | 42      | 116     | 17      |
| 2003 | 312 140   | 2 010 736 | 15,5      | 50         | 38                | 12                 | 6 242                                |                    | 35      | 117     | 17      |
| 2004 | 343 354   | 2 211 809 | 15,5      | 46         | 36                | 10                 | 7 464                                |                    | 40      | 119     | 17      |
| 2006 | 369 757   | 1 209 600 | 30,6      | 44         | 33                | 11                 | 8 403                                |                    | 44      | 150     | 23      |
| 2012 | 590 796   | 1 431 000 | 41,3      | 65         | 45                | 20                 | 9 089                                |                    | 42      | 139     | 25      |

## Источник
- Annuario Pontificio, Ватикан, 2007
- Булла Dum tantis Архивная копия от 27 марта 2010 на Wayback Machine, AAS 48 (1956), стр. 113  (лат.)
- Булла Qui benignissima Архивная копия от 3 марта 2013 на Wayback Machine  (лат.)